# 장경희 (희극인)
장경희(1980년 4월 10일 ~ )는 대한민국의 희극인, 가수이다.

## 방송
- 《웃음을 찾는 사람들》(SBS)

## 수상
- 2003년 SBS 개그콘테스트 대상